# یوسیپ بروز تیتو
یوسیپ بروز تیتو (به صربی: Јосип Броз Тито) (۷ مه ۱۸۹۲ – ۴ مه ۱۹۸۰)، یک کمونیست انقلابی، رئیس‌جمهور یوگسلاوی از ۱۴ ژانویهٔ ۱۹۵۳ تا ۴ مه ۱۹۸۰ و رهبر اتحادیه کمونیست‌های یوگسلاوی بود. تیتو در ابتدای جنگ جهانی اول به ارتش اتریش-مجارستان پیوست و با دریافت درجهٔ نظامی استوار، لقب جوان‌ترین نظامی ارتش اتریش-مجارستان دارای این درجه را به‌دست‌آورد. در طول جنگ جهانی اول به‌شدت زخمی شد و به اسارت روس‌ها درآمد و به یک اردوگاه کار اجباری در کوه‌های اورال فرستاده شد. او در جریان انقلاب روسیه در ۱۹۱۷ و جنگ داخلی روسیه مشارکت داشت. او پس از آزادی، به بالکان بازگشت و به عضویت اتحادیه کمونیست‌های یوگسلاوی درآمد و بعدها و در طول سال‌های ۱۹۳۹ تا ۱۹۸۰، دبیرکل این اتحادیه بود.
تیتو در طول جنگ جهانی دوم، رهبری پارتیزان‌های یوگوسلاوی را بر عهده داشت. این گروه، از مهم‌ترین جنبش‌های مقاومت در جنگ جهانی دوم در اروپای تحت اشغال آلمان نازی بود.
او پس از جنگ جهانی دوم، حکومت جدیدی را با عنوان جمهوری فدرال سوسیالیستی یوگسلاوی بنیان‌گذاری و تأسیس کرد و در طول سال‌های ۱۹۴۴ تا ۱۹۶۳، نخست‌وزیر و از ۱۹۵۳ تا پایان عمرش در ۱۹۸۰، رئیس‌جمهور مادام‌العمر این حکومت شد.
تیتو علی‌رغم این‌که خود از بنیان‌گذاران کمینفرم بود، نخستین و تنها فردی بود که در دورهٔ ژوزف استالین، از این اتحاد خارج شد. پس از جدایی تیتو–استالین، نوع دیگری از سوسیالیسم مبتنی بر سوسیالیسم بازار توسط تیتو مطرح گردید.
۱۲ سال پس از مرگ وی و متعاقب انقلاب‌های ۱۹۸۹، کمونیسم در شرق اروپا رو به نابودی رفت و یوگسلاوی نیز دچار فروپاشی سیاسی شد و جنگ‌های یوگسلاو آغاز شدند. برخی از تاریخ‌دانان، تیتو را یک دیکتاتور خیرخواه می‌دانند و برخی نیز به‌دلیل اقتدارگرایی، از او انتقاد می‌کنند. تیتو در مجموع دارای شخصیتی محبوب در یوگسلاوی و خارج از آن بود و به‌عنوان نمادی متحد کننده به او نگاه می‌شد. او در سال‌های بعد، همراه با جمال عبدالناصر از مصر، جواهر لعل نهرو از هند و قوام نکرومه از غنا، یکی از رهبران جنبش عدم تعهد بود و در طول جنگ سرد، روابط بسیار خوبی با هردو بلوک شرق و غرب داشت. او ۹۸ نشان افتخار و جوایزی متعدد از جمله نشان لژیون دونور از فرانسه، نشان حمام از بریتانیا و جایزه دلاوری نظامی (ویرتوتی میلیتاری) از لهستان را دریافت کرده‌است. یوسیپ بروز تیتو در ۴ مه ۱۹۸۰ سه روز پیش از ۸۸ سالگی‌اش درگذشت.

## سال‌های آغازین

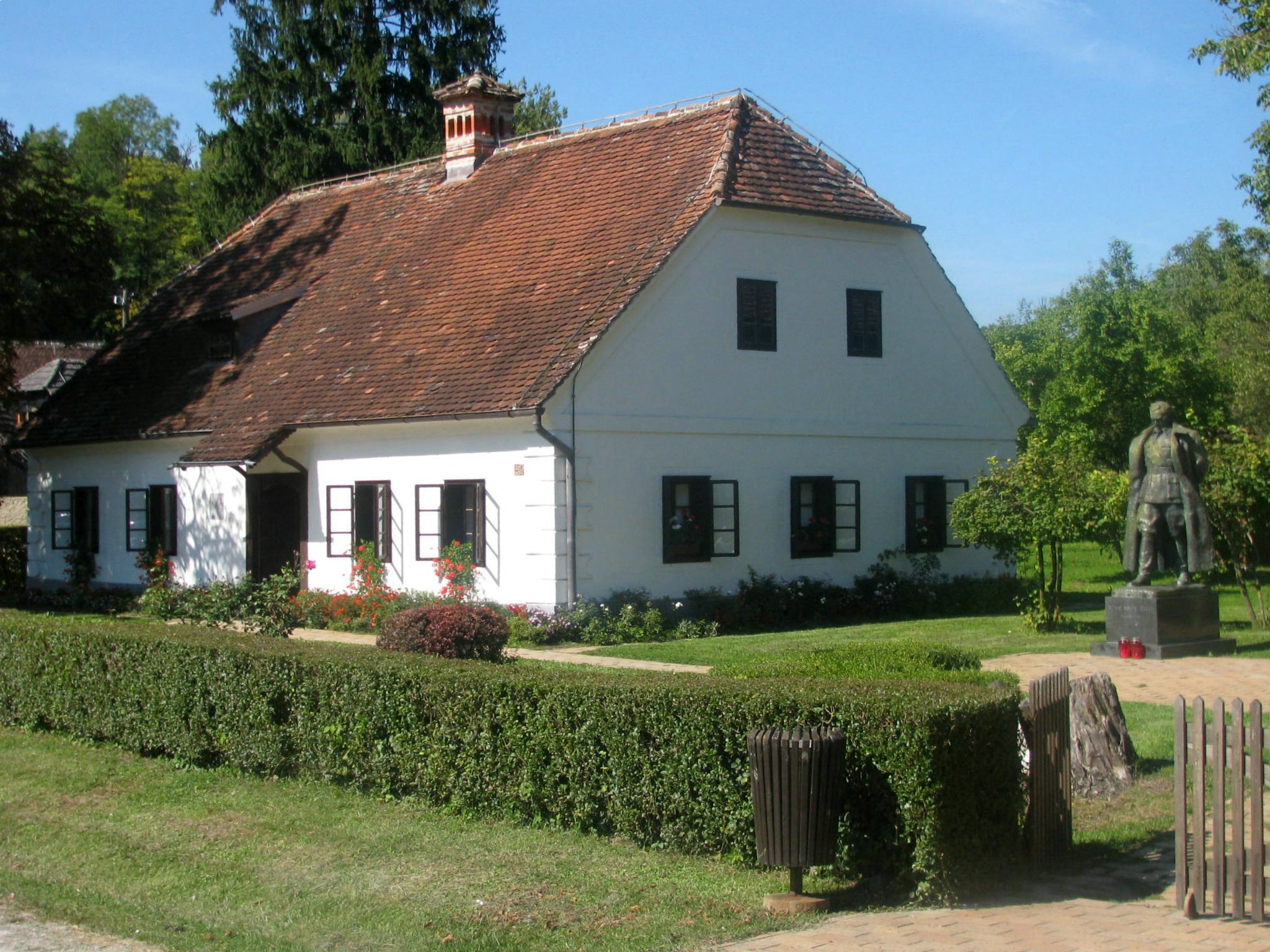
محل تولد تیتو در کومروویچ کرواسی

### پیش از جنگ جهانی اول
یوسیپ بروز در ۷ مه ۱۸۹۲ در شهر کوچک کومروویچ کرواسی به دنیا آمد که آن زمان جزئی از امپراتوری اتریش - مجارستان (خاندان سلطنتی هابسبورگ بر آن سلطنت می‌کردند) در منطقه زاگوریه کرواسی بود. او فرزند هفتم خانوادهٔ هشت فرزندی فرانجو و ماریجا بروزویچ بود. پدرش فرانجو (فرانکو) یک کروات بود و آن‌ها هنگام به دنیا آمدن یوسیپ (جوزف) در اسلوونی زندگی می‌کردند. پس از گذراندن دوران ابتدایی مدرسه او به مدرسه کومروویچ رفت و در سال دوم تحصیلی در سال ۱۹۰۵ مردود شد و دیگر مدرسه نرفت. در سال ۱۹۰۷ به مناطق روستایی اطراف رفت و به عنوان یک شاگرد مکانیک در سیساک مشغول به کار شد. در همین سال‌ها بود که با طبقه کارگری آشنا شد و برای اولین بار روز اول ماه مه (روز جهانی کارگر) را همراه دیگر کارگران جشن گرفت. در سال ۱۹۱۰ به‌طور هم‌زمان به اتحادیه کارگران فلزکار و حزب سوشیال دمکرات کرواسی و اسلونی پیوست. بین سال‌های ۱۹۱۱ تا ۱۹۱۳ در مناطق مختلفی کار کرد. او سپس به مونیخ در باواریا رفت و در شرکت بنز در مانهایم مشغول به کار شد. در اکتبر ۱۹۱۲ به وین در اتریش رفت و به عنوان آزماینده رانندگی برای شرکت آسترو-دایملر مشغول به کار شد.

### جنگ جهانی اول
یوسیپ در مه سال ۱۹۱۲ مدال نقره مسابقه شمشیربازی بوداپست را از آن خود کرد. در پاییز سال بعد نیز در ارتش اتریش-مجارستان اسم‌نویسی کرد که تقریباً با جنگ اول جهانی هم‌زمان شد. او که باید برای خدمتش به رم می‌رفت پس از چندی به واسطه تبلیغات سیاسی (پروپاگاندا) ضد جنگ به زندان افتاد. در سال ۱۹۱۵ او را برای جنگ با روسیه به سمت جبهه شرقی در گالیسیا فرستادند. در آن‌جا بود که خودش را به عنوان سربازی نمونه از دیگران متمایز کرد و نامزدِ نشانِ لیاقت شد. او در عید پاک سال ۱۹۱۵ به صورت جدی زخمی و توسط روس‌ها دستگیر شد.

## زندان و انقلاب
پس از سیزده ماهی که در بیمارستان سپری کرد، او را به اردوگاه کار اجباری در کوه‌های اورال فرستادند جایی که زندانیان او را به عنوان رهبر اردوگاه انتخاب کردند. در فوریه ۱۹۱۷ انقلاب روسیه رخ داد و زندانیان آزاد شدند. او متعاقباً پس از آزادی به گروه بلشویک پیوست. در آوریل ۱۹۱۷ دوباره دستگیر شد ولی توانست بگریزد و به گروه تظاهرات کنندگاه در سن پترزبورگ پیوست. بر سر راهش به فنلاند او را دستگیر و به زندان پتروپاولوسکی بردند که نزدیک سه هفته در آنجا زندانی شد. او را دوباره به کنگور فرستادند ولی توانست در مسیر از قطار فرار کرده و توسط یک خانواده روسی که بعدها با دختر آن‌ها پالاجیا ازدواج کرد، مخفی شد. سپس در سال ۱۹۱۸ در ارتش سرخ در اوزاک نام‌نویسی کرد و به عنوان یکی از اعضا حزب کمونیست روسیه درآمد. در ژوئن سال ۱۹۱۸ اوزاک را ترک کرد و برای فراهم آوردن کار و تأمین مخارج خانواده به عنوان یک مکانیک در نزدیکی‌های اوزاک برای یک سال مشغول به کار شد. در سال ۱۹۲۰ او و همسرش سفر مشقت باری را سوی خانه در پیش گرفتند.
پس از بازگشت، فوراً به اتحادیه کمونیست‌های یوگسلاوی پیوست. حزب کمونیست یوگسلاوی گسترش شدید سیاسی علیه پادشاهی حاکم را در پی داشت. در انتخابات کمونیست‌ها توانستند ۵۹ کرسی را از آن خود کنند و به عنوان سومین حزب بزرگ شناخته شوند. به هر حال، حکومت پادشاهی نمی‌توانست کمونیست‌ها را تحمل کند و آن‌ها را به صورت قانونی بپذیرد. در سال ۱۹۲۱ تمام کرسی‌های کسب شده از جانب کمونیست‌ها لغو شد و به صورتی علنی در جریان انتخابات تقلب به عمل آمد؛ ولی او کارش را به صورتی محرمانه ادامه داد با این که می‌دانست فشار زیادی از جانب حکومت بر کمونیست‌ها وارد می‌شود. در سال ۱۹۲۵ به کولاجویچ رفت جایی که برای اولین بار در یک شرکت کشتی سازی مشغول به کار شده بود. او را به عنوان رهبر حزب برگزیدند و او یک اعتصاب کارگری را در همان زمان رهبری کرد.
سپس به بلگراد رفت و در یک کارخانه تولید قطار بین شهری مشغول به کار شد و به عنوان یکی از اعضا اداری اتحادیه برگزیده شد ولی بیرونش کردند و او به زاگرب پناه برد جایی که به عنوان منشی اتحادیه فلزکاران کرواسی برگزیده شد. در سال ۱۹۳۴ او یکی از اعضای دفتر سیاسی مرکزی کمونیست یوگسلاوی شد و سپس در اتریش، وین مستقر شد و در همان‌جا بود که به تیتو معروف شد.
در سال ۱۹۳۵ به اتحاد جماهیر شوروی سفر کرد و به مدت یک سال در بخش بالکان مشغول به کار شد و به عنوان یکی از اعضای حزب کمونیست شوروی و پلیس مخفی شوروی پذیرفته شد. در سال ۱۹۳۶ کمینترن کامراد والتر و تیتو را برای تطهیر (تصفیه کردن، اخراج یا کشتن) حزب به یوگسلاوی فرستاد. در سال ۱۹۳۷ میلان کورکیچ که دبیر کلی حزب کمونیست یوگسلاوی را در دست داشت به دستور استالین در مسکو کشته شد و در پی آن تیتو در پست دبیرکل حزب کمونیست یوگسلاوی به جای میلان کورکیچ نشست.

## جنگ جهانی دوم

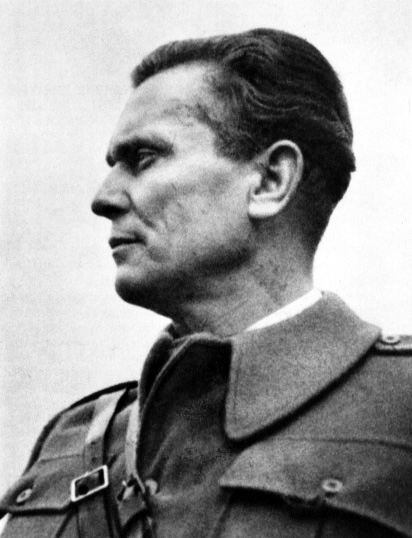
تیتو، ۱۹۴۲

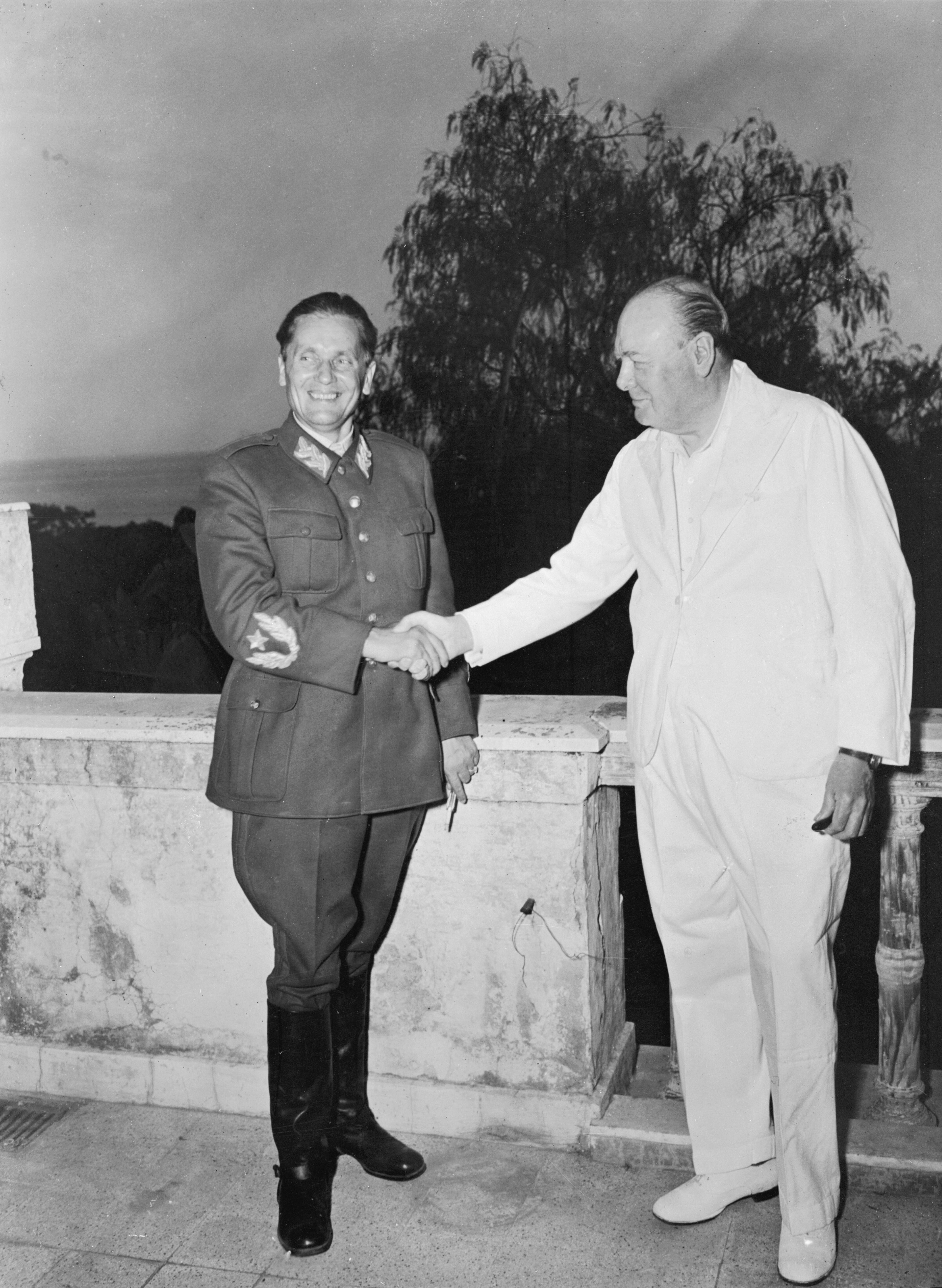
دیدار تیتو و چرچیل در ناپل، ایتالیا

در ۶ آوریل ۱۹۴۱ آلمان، ایتالیا و مجارستانی‌ها یک حمله را علیه یوگسلاوی تدارک دیدند. ابتدا آلمانی‌های نازی از سه جانب به پایتخت یوگسلاوی سابق بلگراد حمله کردند. در همان حال لوفت‌وافه (هواپیمایی آلمان) بلگراد و دیگر شهرهای بزرگ یوگسلاوی را بمباران کرد. بر اثر این حمله همه‌جانبه، نظام سلطنتی یوگسلاوی به یک‌باره فرو ریخت و متعاقباً در هفدهم آوریل، شاه پتر دوم یوگسلاوی و دیگر اعضای خانواده سلطنتی از یوگسلاوی گریختند. سایر افراد باقی‌مانده نظامی یوگسلاوی فرستاده‌های آلمان را در بلگراد ملاقات کردند و با سرعت پیشنهاد عدم مقاومت نظامی را پذیرفتند. صلح موقت در آن شرایط بسیار سخت بود و متحدین سعی در تجزیه یوگسلاوی کردند. آلمان شمال اسلوونی را اشغال کرد در همان حال نیز یک حرکت نظامی هدایت شده را به سوی صربستان انجام داد و یک دولت دست نشانده خود را در آنجا به حکومت رساند. در آن زمان کرواسی مستقل، بسیار وسیع تر از کرواسی امروز بود و شامل بوسنی و هرزگوین نیز می‌شد. موسیلینی نیز باقی‌مانده کوزوو و اسلونی و بخش اعظمی از ساحل دالماتیا (واقع شده در کرانه دریای آدریاتیک) را به چنگ آورد و همچنین بر بخش تازه استقلال یافته مونته‌نگرو نیز مسلط شد و دولتی دست نشانده خود را در آن به حکومت رسانید و همچنین به بخش مستقل کرواسی که قدرت کمی در آن زمان برایش باقی‌مانده بود، پادشاهی را اعطا کرد. مجارستان نیز ارتش سوم مجار را برای تصرف وج ودیا در شمال صربستان اعزام کرد و بعدها با اهرم قدرت توانست قسمت‌های بارانجا، باچا، مدیمورج و پره کمورجا بلغارستان را به خود ضمیمه کند و در همان زمان بود که توانست کمبودیه را نیز به لیست بلند بالای تصرفات خود بیفزاید.
تیتو ابتدا به حمله آلمانی‌ها به یوگسلاوی واکنش نشان داد و با چاپ یک رساله در ۱۹۴۱ مردم را علیه حمله خارجی‌ها به اتحاد فراخواند. در ژوئیه ۱۹۴۱ بعد از حمله آلمان به شوروی (عملیات بارباروسا) تیتو اعضا کمیته مرکزی حزب کمونیست را فراخواند تا جلسه‌ای در مورد وضع موجود برگزار کنند. در یکی از همان روزها بود که پارتیزان‌های یوگسلاوی گروه پارتیزانی سیزاک را شکل دادند (اولین گروه مقاومت اروپایی). این گروه در جنگل‌های بروزویک نزدیک سیزاک کرواسی شکل گرفت و نقطه شروعی بر اتحاد علیه متفقین بود.
در اولین دوره تیتو و پارتیزان‌ها (که سیاست پان-یوگسلاو را دنبال می‌کردند) با جنبش چتنیک که از جانب صربهای حاکم رهبر می‌شدند و با متفقین هم دست شده بودند، مواجه شدند. پس از سپری شدن زمان کوتاه اتحاد، به یکباره گروه دو تکه شد و گروه‌های جدید با هم شروع به جنگ کردند. به تدریج، گروه چتنیک با متحدین برای نابودی پارتیزان‌ها هم دست شد تا تیتو و گروهش را نابود کنند. پارتیزانها به سرعت به موفقیت رسیدند و توانستند بخشی از یوگسلاوی را مستقل گردانند. عملیات پارتیزانی، آلمان را تحریک کرد تا تلافی کند و برای همین به ازاء هر سرباز آلمانی که کشته می‌شد، یکصد نفر از شهروندان یوگسلاوی را کشتار می‌کرد.
در منطقه آزاد شده، پارتیزانها مردم را به کمیته‌هایی سازماندهی می‌کردند تا به عنوان دولتی غیر شخصی عمل کنند. تیتو در تأسیس کنسول ضد فاشیسم و کمیته آزادسازی یوگسلاوی که در سال ۱۹۴۲ تأسیس شده بود نیز نقش رهبری را ایفا کرد و بعدها نیز به عنوان رهبر همین کمیته انتخاب گردید. نماینده جنبش مقاومت، اصولی را در دو بخش برای سازماندهی کردن دوباره کشور انتشار داد و تصمیم بر فدرالی و بخش بخش اداره کردن یوگسلاوی گرفت، این زمانی بود که تیتو به عنوان رهبر کمیته انتخاب شده بود.
به هر حال، با رشد احتمال حمله متفقین به کشورهای بالکان، متحدین شروع به توطئه چینی برای نابودی پارتیزان‌ها کردند. آلمانی‌ها چندین حمله سنگین را برای نابودی مقر پارتیزان‌ها و بیمارستانهای سیار تدارک دیدند. بزرگ‌ترین حملاتی که علیه پارتیزان‌ها صورت گرفت ابتدا جنگ نروتوا (که چتنیک‌ها نیز در کنار آلمانی‌ها در آن می‌جنگیدند) و جنگ سات جسکا (چهارمین یا پنجمین جنگ ضد پارتیزانی) نزدیک به ۲۰۰٬۰۰۰ هزار سرباز را شامل می‌شد. در جنگ سات جسکا کمی مانده بود که پارتیزان‌ها را دوره کنند ولی سازماندهی‌های سیال پارتیزانها باعث شد آلمانی‌ها در آن جنگ عقب‌نشینی کنند. آلمانی‌ها همچنین سه بار اقدام به ترور تیتو کردند:
- در ۱۹۴۳ در زمان جنگ نروتوا
- در طول جنگ سات جسکا که تیتو در این جنگ زخم برداشت و نجات یافت زیرا سگ وفادارش از مرگ او جلوگیری کرد و خودش را قربانی جان او کرد.
- در ۱۹۴۴ زمانی که یک یورش هوایی به مقر فرماندهی او در بوسنی انجام گرفت و او مجبور شد عریان از صحنه بگریزد.

پس از آن نیز پارتیزانها همچنان با شوق و شور تمام در طول ژانویه و ژوئن ۱۹۴۳ به آلمانی‌ها حمله می‌کردند و همچنین کشورهای متفق نیز از آن‌ها حمایت به عمل می‌آوردند. در ۱۹۴۳ در کنفرانس تهران شاه پیتر دوم، فرانکلین روزولت رئیس‌جمهور وقت آمریکا، چرچیل نخست‌وزیر انگلیس به همراه نخست‌وزیر شوروی استالین تیتو و پارتیزانها را به‌طور رسمی به رسمیت شناختند. این کار متفقین باعث گشت تا چتربازان در پشت خطوط متحدین به کمک نیروهای پارتیزانی گسیل شوند. در هفدهم ژوئن ۱۹۴۴ در جزیره دالماسی معاهده‌ای به امضا رسید که طبق آن شاه پیتر دوم و تیتو با هم متحد شدند و دولتی واحد را تشکیل دادند. این معاهده به معاهده «تیتو شابازیک» معروف شد.
در سپتامبر ۱۹۴۴ آژانس تلگراف شوروی گزارش داد که تیتو با شوروی معاهده‌ای را امضا کرده و به ارتش شوروی اجازه ورود موقتی به خاک یوگسلاوی را داده‌است. ارتش سرخ برای این به خاک یوگسلاوی می‌آمد تا در مناطق شمال شرقی یوگسلاوی دست به عملیات بزند. با این استراتژی، جناح راست، به وسیله کشورهای متفق برای پارتیزان‌ها ایمن شد و همچنین منجر به یک حمله موفق از جانب متفقین بر ضد آلمان شد که آن‌ها را از مرزهای یوگسلاوی بیرون راند.

## زندگی شخصی

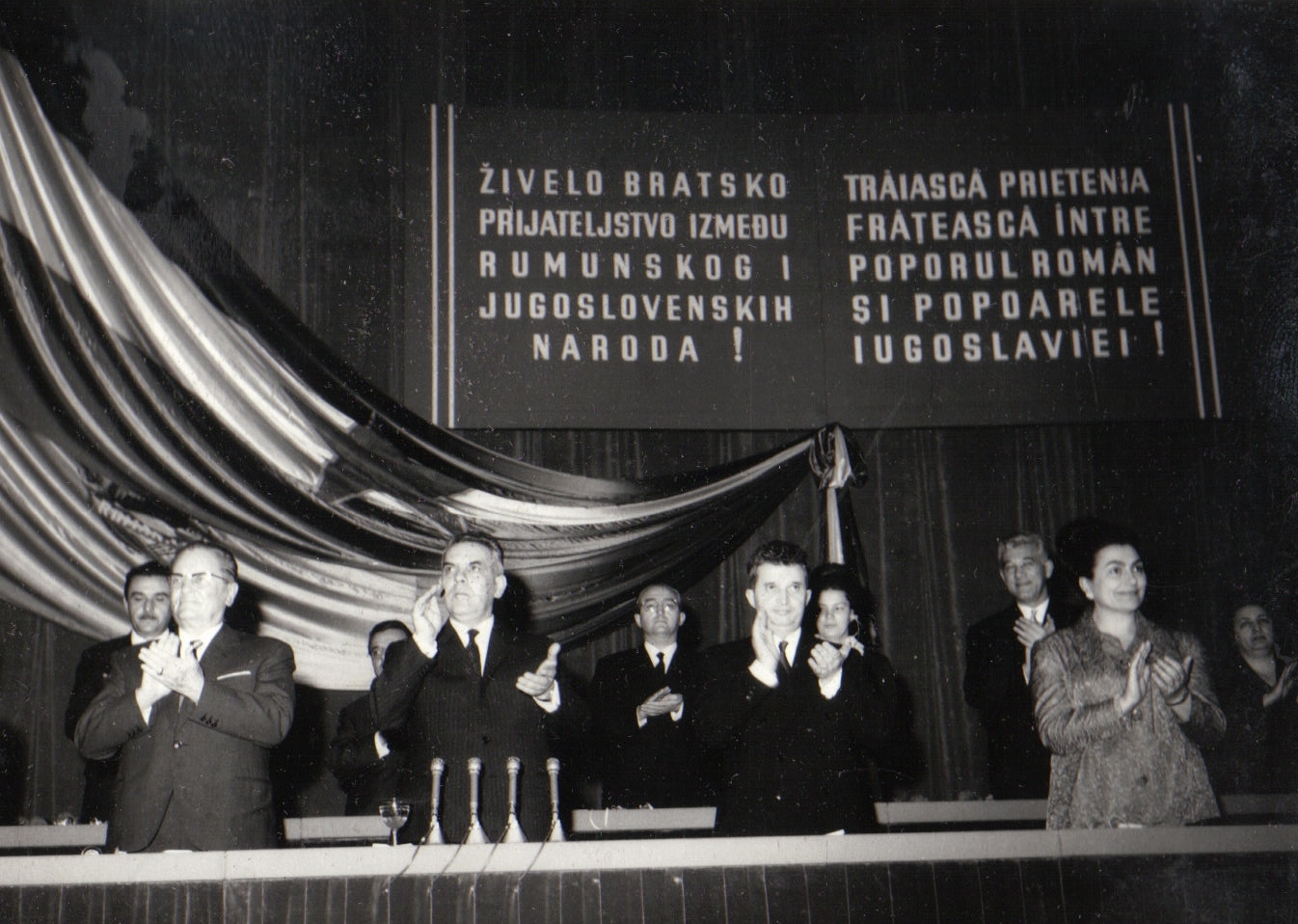
نیکولای چائوشسکو (نفر دوم از راست)، یوسیپ بروز تیتو (چپ) و دیگران در نشست دوستی رومانیایی-یوگسلاوی در بخارست. در پشت بنر نوشته شده است: "زنده باد دوستی برادرانه بین ملت رومانی و ملت های یوگسلاوی".

همسر اولش پالجیا بروز، دختری روسی الاصلی بود که سه فرزند برایش به دنیا آورد. دختر بزرگترش زلاتیچا و پسرهایش هینکو و ژارکو بودند. آن‌ها در اوزاک قبل از عزیمت به یوگسلاوی ازدواج کرده بودند و وقتی تیتو در سال ۱۹۲۸ به زندان افتاد همسرش را به مسکو انتقال دادند.
معروف‌ترین همسرش جوانکا بروز بود. تیتو در سال ۱۹۵۲ زمانی که ۵۹ سال داشت با این زن ۲۷ ساله ازدواج کرد. ازدواج شرطی آن‌ها که جزئیاتش نامعلوم ماند، توسط تیتو پذیرفته نشد. بروز که دختری بیست و چند ساله بود و روحیه‌ای شاد و فعال داشت، همیشه از جانب تیتو ی مسن مورد تمسخر و نکوهش قرار می‌گرفت و مراوده آن دو با یکدیگر زیبا و دلپذیر نمی‌نمود. اما به هر عنوان نامش به عنوان اولین زن یوگسلاو در تاریخ حک شده‌است. آن‌ها در سال ۱۹۷۰ از یکدیگر جدا شدند ولی پس از مرگ تیتو او به‌طور رسمی در مراسم خاکسپاری تیتو به عنوان همسرش حضور یافت و بعدها نیز ادعای میراث به جا مانده از تیتو را کرد. این زوج فرزندی نداشتند.